# ماهلا
ماهلا (به لاتین: Mahela) یک منطقهٔ مسکونی در ماداگاسکار است که در آتسینانانا واقع شده‌است. ماهلا ۸٬۸۱۵ نفر جمعیت دارد.